# Аппаковское сельское поселение (Альметьевский район)
Аппаковское се́льское поселе́ние — муниципальное образование в Альметьевском районе Татарстана Российской Федерации.
Административный центр — село Аппаково.

## История
Статус и границы сельского поселения установлены Законом Республики Татарстан от 31 января 2005 года № 9-ЗРТ «Об установлении границ территорий и статусе муниципального образования "Альметьевский муниципальный район" и муниципальных образований в его составе».

## Население
| 2010 | 2011 | 2012 | 2013 | 2014 | 2015 | 2016 |
| ---- | ---- | ---- | ---- | ---- | ---- | ---- |
| 721  | →721 | ↗727 | ↘726 | ↗737 | ↘710 | ↘696 |
| 2017 | 2018 |      |      |      |      |      |
| ↘687 | ↗693 |      |      |      |      |      |

## Состав сельского поселения
| № | Населённый пункт | Тип населённого пункта       | Население |
| - | ---------------- | ---------------------------- | --------- |
| 1 | Аппаково         | село, административный центр |           |
| 2 | Владимировка     | деревня                      |           |
| 3 | Ильтень-Бута     | село                         |           |
| 4 | Рождественка     | деревня                      |           |